# Ciad ai Giochi della XXXIII Olimpiade
Il Ciad ha partecipato ai Giochi della XXXIII Olimpiade che si sono svolti a Parigi dal 26 luglio all'11 agosto 2024, con una delegazione di 3 atleti, 3 uomini e 1 donna.

## Delegazione
| Sport            | Uomini | Donne | Totale |
| ---------------- | ------ | ----- | ------ |
| Atletica leggera | 1      | 0     | 1      |
| Judo             | 0      | 1     | 1      |
| Tiro con l'arco  | 1      | 0     | 1      |
| Totale           | 2      | 1     | 3      |

## Risultati

### Atletica leggera
| Q | Qualificato al turno successivo per la posizione in qualificazione                                                           |
| q | Qualificato per il turno successivo per ripescaggio o, negli eventi su campo, conquistando la misura minima per qualificarsi |

Eventi su pista e strada
| Atleta            | Evento            | Finale    | Finale    |
| Atleta            | Evento            | Risultato | Posizione |
| ----------------- | ----------------- | --------- | --------- |
| Valentin Betoudji | Maratona maschile | 2h32'11   | 70°       |

### Judo
| Atleta          | Evento          | 16-esimi             | Ottavi               | Quarti               | Semifinali           | Ripescaggio          | Finale               | Pos.            |
| Atleta          | Evento          | Avversario Punteggio | Avversario Punteggio | Avversario Punteggio | Avversario Punteggio | Avversario Punteggio | Avversario Punteggio | Pos.            |
| --------------- | --------------- | -------------------- | -------------------- | -------------------- | -------------------- | -------------------- | -------------------- | --------------- |
| Demos Memneloum | 70 kg femminile | Pogačnik P 0-10      | Non qualificata      | Non qualificata      | Non qualificata      | Non qualificata      | Non qualificata      | Non qualificata |

### Tiro con l'arco
| Atleta        | Evento               | Classificazione | Classificazione | 32-esimi             | 16-esimi             | Ottavi               | Quarti               | Semifinali           | Finale               | Pos.            |
| Atleta        | Evento               | Punteggio       | Pos.            | Avversario Punteggio | Avversario Punteggio | Avversario Punteggio | Avversario Punteggio | Avversario Punteggio | Avversario Punteggio | Pos.            |
| ------------- | -------------------- | --------------- | --------------- | -------------------- | -------------------- | -------------------- | -------------------- | -------------------- | -------------------- | --------------- |
| Israel Madaye | Individuale maschile | 600             | 64º             | Kim Wj P 0–6         | Non qualificato      | Non qualificato      | Non qualificato      | Non qualificato      | Non qualificato      | Non qualificato |